# HELLP-Syndrom
Das HELLP-Syndrom ist eine schwerwiegende, erstmals 1982 von Louis Weinstein, einem amerikanischen Gynäkologen und Geburtshelfer, näher beschriebene Variante der Präeklampsie, einer schwangerschaftsbedingten Erkrankung, die zu den hypertensiven Störungen gehört. Dabei ist der Name HELLP ein Akronym aus den englischen Bezeichnungen der wichtigsten und typischen Laborbefunde Haemolysis (hämolytische Anämie), Elevated Liver enzymes (erhöhte Leberenzyme) und Low Platelet count (Verminderung der Thrombozytenzahl (Blutplättchen) = Thrombozytopenie).
Die Ursache (Ätiologie) des HELLP-Syndroms ist nicht eindeutig geklärt, der Verlauf unkalkulierbar. Bestimmte Risikofaktoren stehen mit der Erkrankung jedoch in Verbindung. Sie tritt am häufigsten bei Frauen mit Präeklampsie oder Eklampsie auf.

## Epidemiologie
Die Inzidenz beträgt 0,17 bis 0,8 % aller Lebendgeburten. Es tritt am häufigsten zwischen der 32. und 34. Schwangerschaftswoche auf, kann sich jedoch auch erst im Wochenbett manifestieren (bis zu 30 %). Bei 7 bis 10 % der Patientinnen tritt die Erkrankung bereits vor der 27. Schwangerschaftswoche auf.
Das mediane Lebensalter der betroffenen Schwangeren liegt bei 25 Jahren, der Anteil der Erstgebärenden beträgt 52 bis 81 %. etwa 4 bis 35 % der Schwangeren mit schwerer Präeklampsie bilden ein HELLP-Syndrom aus.

## Symptome
Klinisches Leitsymptom des HELLP-Syndroms sind Beschwerden im rechten Oberbauch, die durch eine Leberkapselspannung bedingt sind und bei 80 bis 90 % der Betroffenen auftreten. Sie können in 20 bis 40 % der Fälle den laborchemischen Veränderungen um Tage vorausgehen.
Begleitend können auch unspezifische Symptome wie Übelkeit, Erbrechen oder Durchfall auftreten. Auch Kopfschmerzen, Sehstörungen können ein Hinweis sein.
Aufgrund der unspezifischen Symptome besteht das Risiko der Verwechslung mit einer drohenden Eklampsie, Cholecystitis, Cholelithiasis, Hepatitis oder Pyelonephritis. Zudem können die Symptome der Präeklampsie, Bluthochdruck und Eiweiß im Harn, bei bis zu 15 % der Patientinnen fehlen.
Bei den Feten besteht in bis zu 50 % eine Wachstumsretardierung. Im CTG können Veränderungen auftreten, die auf eine Hypoxie als Folge einer Plazentainsuffizienz oder eine vorzeitige Plazentalösung hinweisen.

## Diagnostik
Entscheidend für die Diagnose eines HELLP-Syndroms ist die „laborchemische Trias“ bestehend aus Hämolyse, Transaminasenanstieg (ASAT, ALAT) und Thrombozytopenie.
Durch die Hämolyse kommt es nicht nur zu einer Anämie mit Abfall des Hämoglobins und Hämatokrits, sondern auch zu einer Erhöhung des indirekten Bilirubins (in 47 bis 62 %). Bei 54 bis 86 % der Patientinnen lassen sich Fragmentozyten im peripheren Blutausstrich nachweisen. In über 95 % der Fälle besteht eine Erniedrigung des Haptoglobins, welches als empfindlichster Parameter gilt.
Neben dem Anstieg der Transaminasen ist die LDH signifikant erhöht.
 Im Gerinnungssystem kommt es, neben dem progredienten Abfall der Thrombozytenzahl, zu einem Abfall des Antithrombin III und einem Anstieg des D-Dimer-Spiegels. Klassische Gerinnungsparameter wie der Quick-Wert, Thrombinzeit und Fibrinogen sind, je nach Schweregrad der Erkrankung, nur in 10 bis 42 % pathologisch verändert.
 Zeichen einer Niereninsuffizienz, wie Kreatinin- und Harnsäureanstieg, sowie eine Proteinurie können auftreten, jedoch auch fehlen.
 Die Laborparameterbestimmungen sollten 6- bis 8-stündlich wiederholt werden.

## Klassifizierung
Ein in Mississippi entwickeltes Klassifikationssystem bestimmt die Schwere der Erkrankung nach der niedrigsten beobachteten Thrombozytenzahl bei den Patientinnen. Dabei ist die Klasse I die schwerste, mit einem relativ hohen Morbiditäts- und Mortalitätsrisiko im Vergleich zu den beiden anderen Klassen.
- Klasse I: Thrombozytenzahl unter 50.000/µl
- Klasse II: Thrombozytenzahl von 50.000–100.000/µl
- Klasse III: Thrombozytenzahl von 100.000–150.000/µl

Ein weiteres Klassifizierungssystem, das in Memphis eingeführt wurde, kategorisiert das HELLP-Syndrom anhand seiner Expression.
- ein inkomplettes HELLP-Syndrom ist gekennzeichnet durch die Manifestation eines oder zweier der wichtigsten diagnostischen Kriterien.
- ein komplettes HELLP-Syndrom ist gekennzeichnet durch die Manifestation aller drei Hauptdiagnosekriterien.[9]

## Verlauf

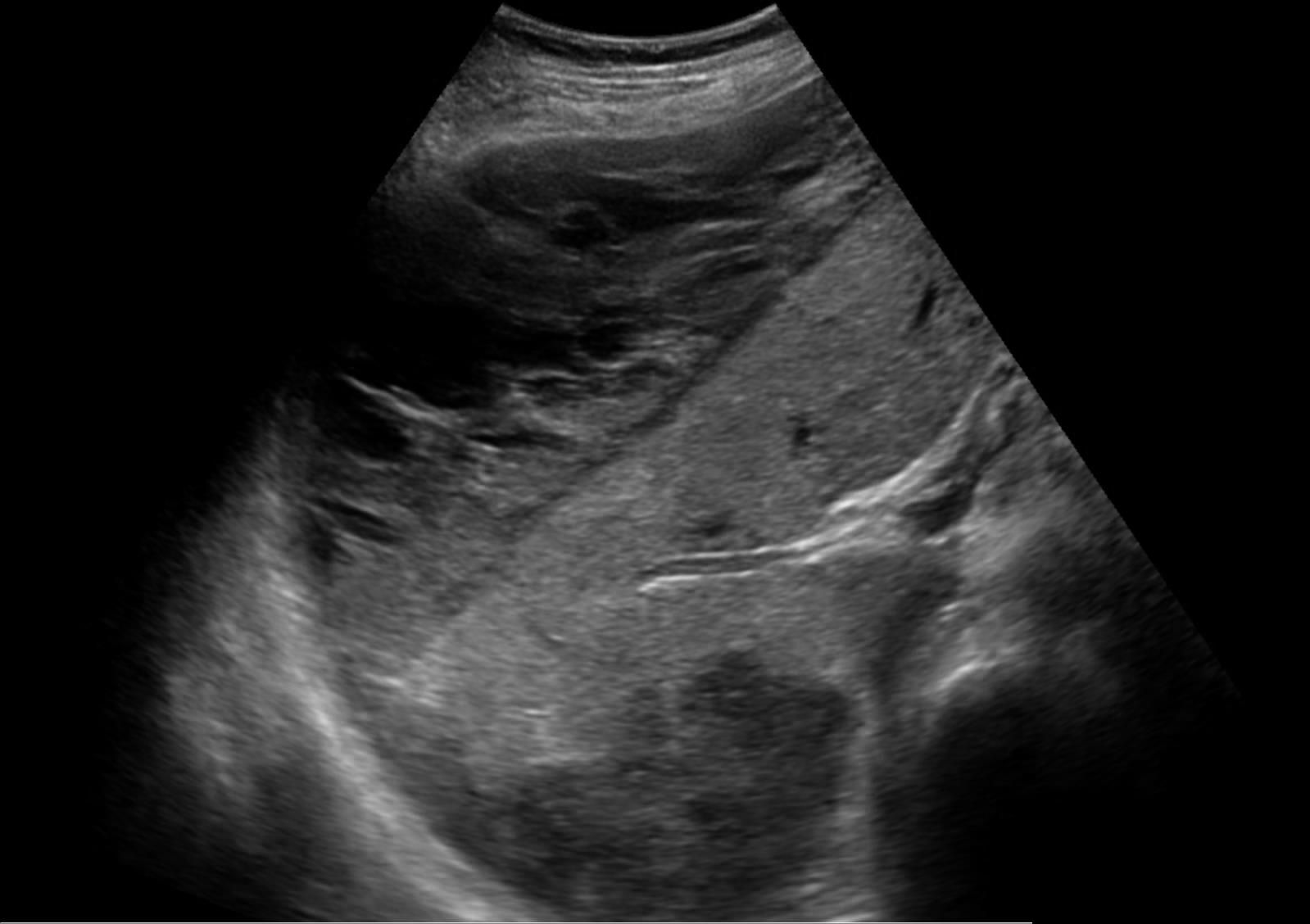
Großes Hämatom der Leberkapsel bei HELLP-Syndrom dargestellt in der Sonographie

Der Verlauf eines HELLP-Syndroms ist unkalkulierbar. Die Erkrankung kann sich unter einer konservativen Therapie für wenige Tage zurückbilden, in Schüben verlaufen oder sich auch sehr schnell verschlimmern.
 Es besteht das Risiko der schnellen Entwicklung eines Schocksyndroms als Folge von Disseminierter intravasaler Koagulopathie (DIC) (in 4 bis 38 %), akutem Nierenversagen (bis zu 8 %), Lungenödem (bis zu 6 %), Hirnblutung oder der Ruptur eines subkapsulären Leberhämatoms mit intraabdominaler Blutung, sowie einer vorzeitigen Plazentalösung (bis zu 16 %).

## Therapie
Eine ursächliche pharmakologische Therapie des HELLP-Syndroms ist nicht bekannt. Erstmaßnahmen bestehen in einer schonenden Blutdrucksenkung mit Antihypertensiva und in der Vermeidung einer Eklampsie durch die Gabe von Magnesium oder Antikonvulsiva.
Konservative Therapieversuche, beispielsweise mit Azetylsalizylsäure (ASS), Immunglobulinen, Plasmapherese, gelten als Sonderfälle und werden bei sehr frühen Schwangerschaften und sehr langsamem Krankheitsverlauf eingesetzt. Ein solches Vorgehen, verbunden mit einer Induktion der Lungenreifung durch Gabe von Kortikosteroiden und in der Erwartung einer vorübergehenden Rückbildung des HELLP-Syndroms, hat das Ziel, die fetale Organreife zu erreichen und damit kindliche Komplikationen zu vermeiden.
Da die Dynamik des HELLP-Syndroms jedoch sehr schwer abzuschätzen ist, besteht das geburtshilfliche Vorgehen meist in einer sofortigen Schwangerschaftsbeendigung, oft durch einen Kaiserschnitt.
Die HELLP-Patientin bedarf einer intensivmedizinischen Überwachung. Eine Thromboseprophylaxe mit Heparin darf erst nach einer Verbesserung der Gerinnungsstörung begonnen werden.

## Prognose
Die mütterliche Letalität beträgt 3 bis 5 %. Mit schweren mütterlichen Komplikationen muss bei 12,5 bis 65 % der Fälle gerechnet werden. Bei einer Leberruptur beträgt die mütterliche Letalität bis zu 50 %.
 Nimmt das Krankheitsbild einen günstigen Verlauf, normalisieren sich die Laborwerte innerhalb weniger Tage nach Beendigung der Schwangerschaft. Allerdings kann es in bis zu 30 % der Fälle auch zu einem postpartalen HELLP-Syndrom kommen.
 Das Wiederholungsrisiko in einer folgenden Schwangerschaft beträgt zwischen 3 und 24 %.
Die fetale perinatale Letalität liegt zwischen 5 und 30 %. Die Gefährdung des Kindes resultiert dabei aus den Risiken der Frühgeburtlichkeit, der Wachstumsverzögerung auf dem Boden einer chronischen Plazentainsuffizienz und dem hohen Risiko einer vorzeitigen Plazentalösung. Bei den Kindern besteht in bis zu 28 % ebenfalls eine Thrombozytopenie und in bis zu 42 % eine Leukozytopenie.

## Ursachen
Die Ursache (Ätiologie) des HELLP-Syndroms ist noch nicht eindeutig geklärt. Momentan wird untersucht, ob durch eine Schädigung der Innenseite (Endothel) von Blutgefäßen der Plazenta dort eine Blutgerinnung hervorgerufen wird. Durch diese massive Gerinnung sinkt die Zahl der Thrombozyten gefährlich ab. Die Ablagerung des überschüssigen Fibrins führt zur zunehmenden Schädigung der Leber.
Wissenschaftler der Universität Magdeburg am Institut für Klinische Chemie und Pathobiochemie konnten nachweisen, dass der Thrombozyten-Aktivierung und der Generierung extrazellulärer Vesikel (EVs) eine zentrale Bedeutung zukommt. Thrombozyten und EVs verursachen eine thrombo-inflammatorische Reaktion in der Plazenta. Die durch EVs aktivierten Thrombozyten setzen den Botenstoff ATP frei, der in den Zellen der Plazenta (Trophoblasten) eine sterile Entzündung verursacht. Diese Entzündungsreaktion führt nicht nur zur Schädigung der Plazenta und des Embryos, sondern auch zur Blutdruckerhöhung und Nierenschädigung. Im Tiermodell konnten spezifische pharmakologische Interventionen mit Acetylsalicylsäure oder den entzündungshemmenden Substanzen Anakinra, Apyrase oder purinergen Rezeptorantagonisten die mit Präeklampsie assoziierten Folgen verhindern.